# Уралмаш

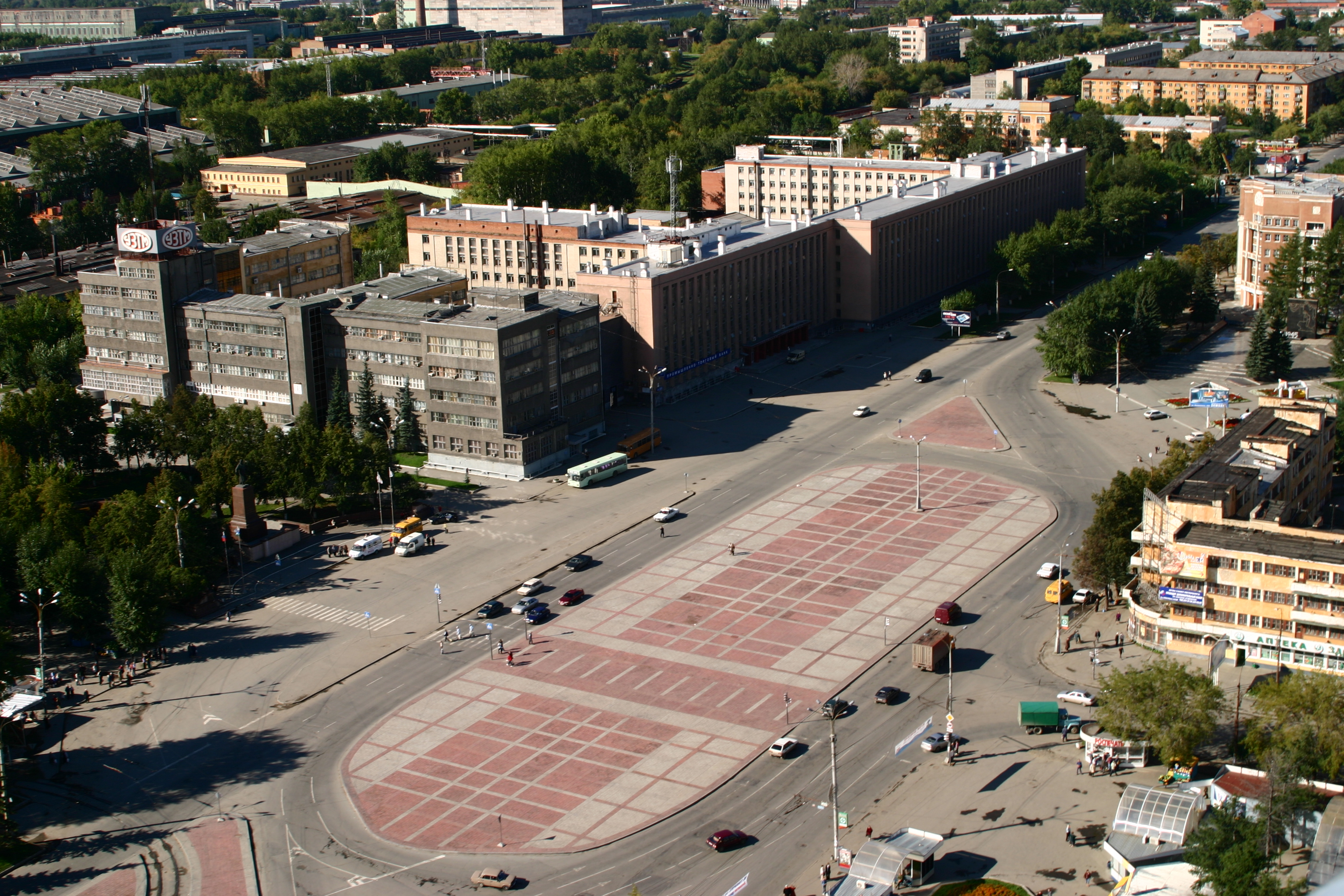

«Уралмаш» — відкрите акціонерне товариство, потужний центр машинобудування в Росії, розташований у Єкатеринбурзі.

## Загальна характеристика
Побудоване у 1928—1933 роках. Виробляє ряд машин і механізмів для гірничодобувної та переробної промисловості, зокрема екскаватори (в тому числі крокуючі 13 типорозмірів), бурове обладнання, конусні дробарки, стержневі і шарові млини та ін.
Уралмаш — один з лідерів російського ринку обладнання для металургії, гірничодобувної промисловості, промисловості будівельних матеріалів та енергетики. Стратегія розвитку компанії передбачає створення машинобудівного підприємства світового рівня, яке зможе комплексно забезпечувати потреби замовників в обладнанні. На Уралмашзаводі за підтримки основного акціонера — «Газпромбанк» (товариство з обмеженою відповідальністю) — розроблена і реалізується інвестиційна програма, яка передбачає докорінну реконструкцію виробництва.
Уралмаш введено в експлуатацію в 1933 року. Нині завод виробляє обладнання для гірничодобувного комплексу, металургії, цементної промисловості, енергетичної галузі, підйомно-транспортне, гідротурбіни та інше обладнання.
З 1996 року входив до складу «Об'єднаних машинобудівних заводів», з 2007 року — до складу «Машинобудівної корпорації „Уралмаш“», створеної на базі двох лідерів важкого машинобудування Росії — «Уралмашзавода» і ОРМЕТО-ЮУМЗ. З 2015 року в прямому управлінні «Газпромбанк — Управління активами».
Основним акціонером корпорації є один з найбільших російських банків «Газпромбанк».

## Керівники заводу
Директор будівництва:
- Банніков Олександр Петрович (7 грудня 1926 — 13 квітня 1932 року)

Директори «Уралмашзаводу»:
- Старов Петро Григорович (1 квітня 1931 — грудень 1932)
- Городнов Іван Григорович (грудень 1932 — липень 1933)
- Бєлєнький Йосип Самойлович (липень — листопад 1933), застрелився
- Владимиров Леонід Семенович (грудень 1933 — вересень 1937), репресований
- Акопов Степан Акопович (кінець 1937 — січень 1939)
- Коробков Микола Іванович (січень 1939 — 09.11.1939)
- Музруков Борис Глібович (09.11.1939 — 03.12.1947)
- Самойлов Сергій Іванович, в. о. директора (грудень 1947 — березень 1948)
- Чумичев Микола Семенович (09.03.1948 — 08.03.1951)
- Виноградов Костянтин Костянтинович (08.03.1951 — 29.04.1954)
- Глєбовський Георгій Миколайович (22.07.1954 — 20.01.1958), загинув під час відрядження у Москві
- Кротов Віктор Васильович (13.02.1958 — 04.06.1963)
- Малофєєв Павло Родіонович (04.07.1963 — 07.10.1970)
- Рижков Микола Іванович (1970—1971)

Генеральні директори ПО «Уралмаш»:
- Рижков Микола Іванович (1971—1975)
- Кондратов Юрій Миколайович (03.07.1975 — 1978)
- Варначов Євген Андрійович (13.11.1978 — 05.08.1985)
- Строганов Ігор Іванович (09.08.1985 — 17.11.1991), раптово помер
- Коровін Віктор Вікторович (13.03.1992 — 17.12.1999), директор заводу з 07.02.1992, генеральний директор АТ «Уралмаш» з 02.12.1992

Генеральні директори ОАО «Уралмашзавод»:
- Білоненко Олег Дмитрович (1999—2000), убитий
- Бендукідзе Каха Автанділович (2000—2003)
- Воропаєв Федір Анатолійович (2003—2005)
- Матвієнко Михайло Іванович (січень 2005 — грудень 2005)
- Васильєв Борис Павлович (2005—2007)
- Ефендієв Назим Тофікович (2007—2009)
- Данченко Олег Іванович (2009—2012)
- Салтанов Андрій Володимирович (2012—2013)
- Шарапов Олександр Юрійович (2013—2015)

Генеральні директори ПАО «Уралмашзавод»:
- Кузнєцов Андрій Леонідович (2015—2018)
- Смолін Сергій Юрійович (2018—2019)
- Центер Ян Володимирович, генеральний директор групи «УЗТМ-КАРТЕКС»